# Brita Lindberg
Brita Marie Haveneth, coniugata Lindberg (Tampere, 6 dicembre 1932), è un'ex cestista finlandese.

## Carriera
Con la Finlandia ha disputato i Campionati europei del 1956.